# Șura Mică
Șura Mică (in ungherese Kiscsűr, in tedesco Kleinscheuern) è un comune della Romania di 2456 abitanti, ubicato nel distretto di Sibiu, nella regione storica della Transilvania. 
Il comune è formato dall'unione di 2 villaggi: Rusciori e Șura Mică.
Di particolare interesse il Tempio evangelico fortificato, costruito originariamente nel 1280 in stile romanico, con tre navate e senza campanile. Nel 1506 l'edificio venne interamente rimaneggiato in stile gotico e vennero costruiti il campanile e le fortificazioni.